# Lauritz Jensen (billedhugger)
 Der er flere personer med dette navn, se Lauritz Jensen.
Lauritz Jensen (22. august 1859 i Viborg – 4. februar 1935 i København), gift med Emilie J. datter af justermester Morten Hansen Johansen og Mariane Lundberg, var en dansk kunstner (billedhugger) og regnes som en af Danmarks allerbedste dyreskulptører.   
Lauritz Jensen var efter teknisk skole en tid elev hos Vilhelm Bissen (1836-1913) og blev derefter optaget på Kunstakademiet i København i oktober 1877 og dimitterede i 1885. Fra denne periode var han fast udstiller på Charlottenborg og senere medlem af censurkomiteen på Charlottenborg og medlem af Det Kongelige Akademi for de Skønne Kunster 1909-1917.
Lauritz Jensen var på en klassiske dannelsesrejse til Rom 1889 og han tilbragte tre år i Amerika 1894-1896 hvor han var medarbejder hos Carl Rohl-Smidt (1848-1900) i Chicago. 
Den brede folkelige udbredelse fik Lauritz Jensen igennem sine arbejdere for tre af de store i dansk kunstindustris guldalder. Karrieren her begyndte som figurmager under Bertel Ipsen (1846-1917) hos P. Ipsens Enke fra omkring 1885, hvor han lavede 91 figurer. Derefter arbejde han for både for Bing & Grøndahl og Royal Copenhagen.  hvor han var i perioden 1906–1916 og lavede mindst 15 figurer.

## Værker
- To løver (De utilfredse) (1905) Statuegruppe  Gunnar Nu Hansens Plads i København
- To løver, der  bærer Odenses byvåben (udstillet 1883) og Fynske Livregiments symbol, Lindormen, stod foran byens gamle hovedvagt ved rådhuset, indtil vagtbygningen på Odense kaserne blev opført i 1907.
- En gøende jagthund  (1900)  Friskulptur   Statens Museum for Kunst
- To jagthunde, der står for hønsene  (1894)  Friskulptur   Statens Museum for Kunst
- To kristne på arenaen  (1889)  Statuegruppe   Ny Carlsberg Glyptotek